# Aleurotrachelus zonatus
Aleurotrachelus zonatus là một loài côn trùng cánh nửa trong họ Aleyrodidae, phân họ Aleyrodinae.
Aleurotrachelus zonatus được Takahashi miêu tả khoa học đầu tiên năm 1952.